# Segundo Puente sobre La Restinga
El Segundo Puente sobre La Restinga es un infraestructura vial que se localiza en el Parque nacional Laguna de La Restinga en el estado insular y de Nueva Esparta en la parte noriental del país sudamericano de Venezuela. Concretamente conecta el límite de los municipios Tubores y Península de Macanao o lo que es lo mismo los extremos oriental y occidental de la Isla de Margarita.

## Historia

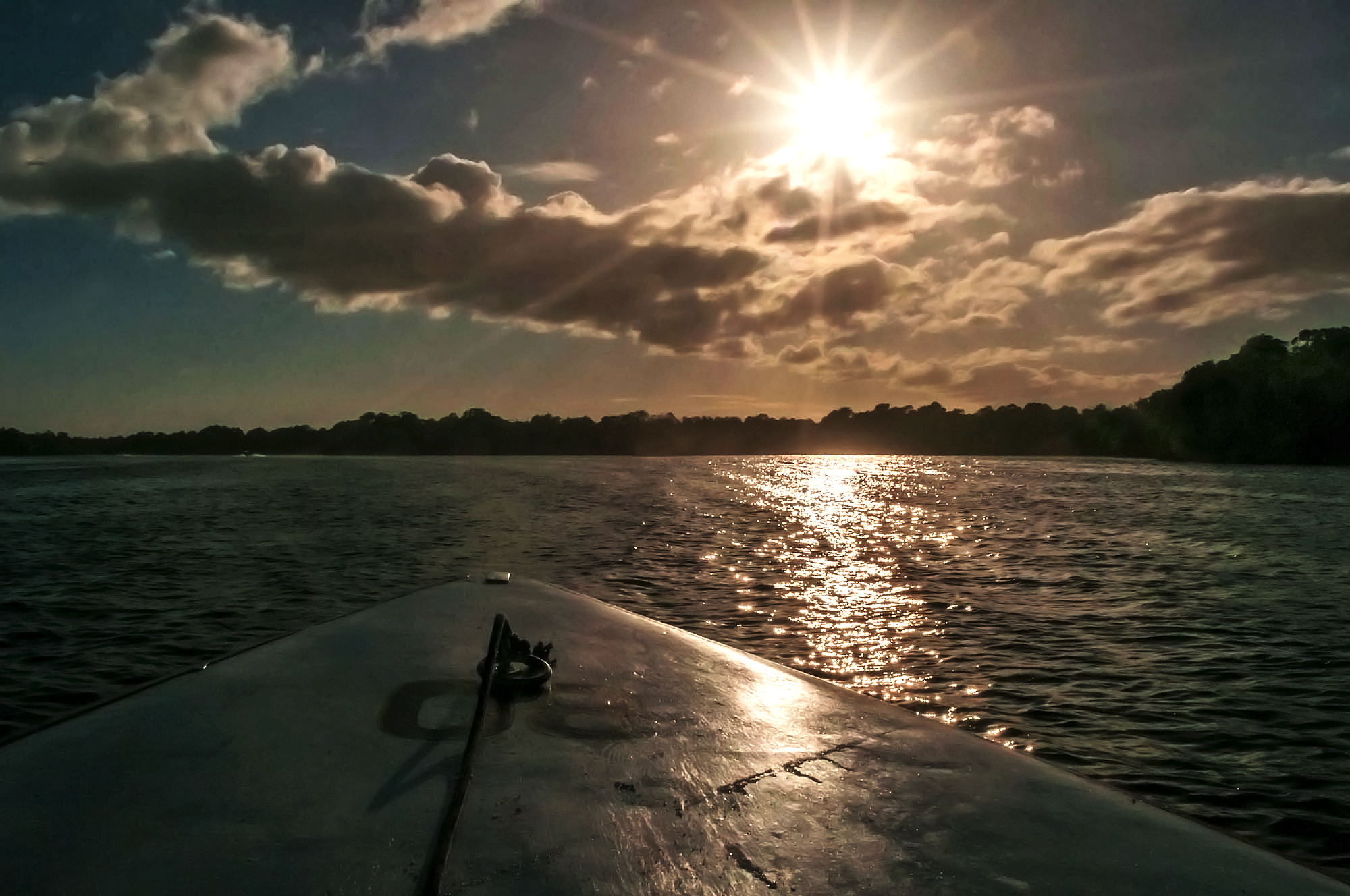
Vista de la laguna que cruza el puente

El proyecto para un segundo puente surge por la necesidad de ampliar la capacidad de carga del primer puente que fue inaugurado en la década de 1960 del siglo XX. Es por eso que a partir de noviembre de 2013 se inicia la construcción de una segunda vía para facilitar el transporte en la isla de Margarita uno de los mayores destinos turísticos de Venezuela. Se espera que sus obra concluyan en 2016, pues para diciembre de 2015 ya poseía un 96% de avance en su estructura.
Se trata de un viaducto de 110 metros de largo, 13,6 metros de ancho, que puede soportar 140 toneladas y tiene 8,20 metros de altura.